# Richard Groenendaal

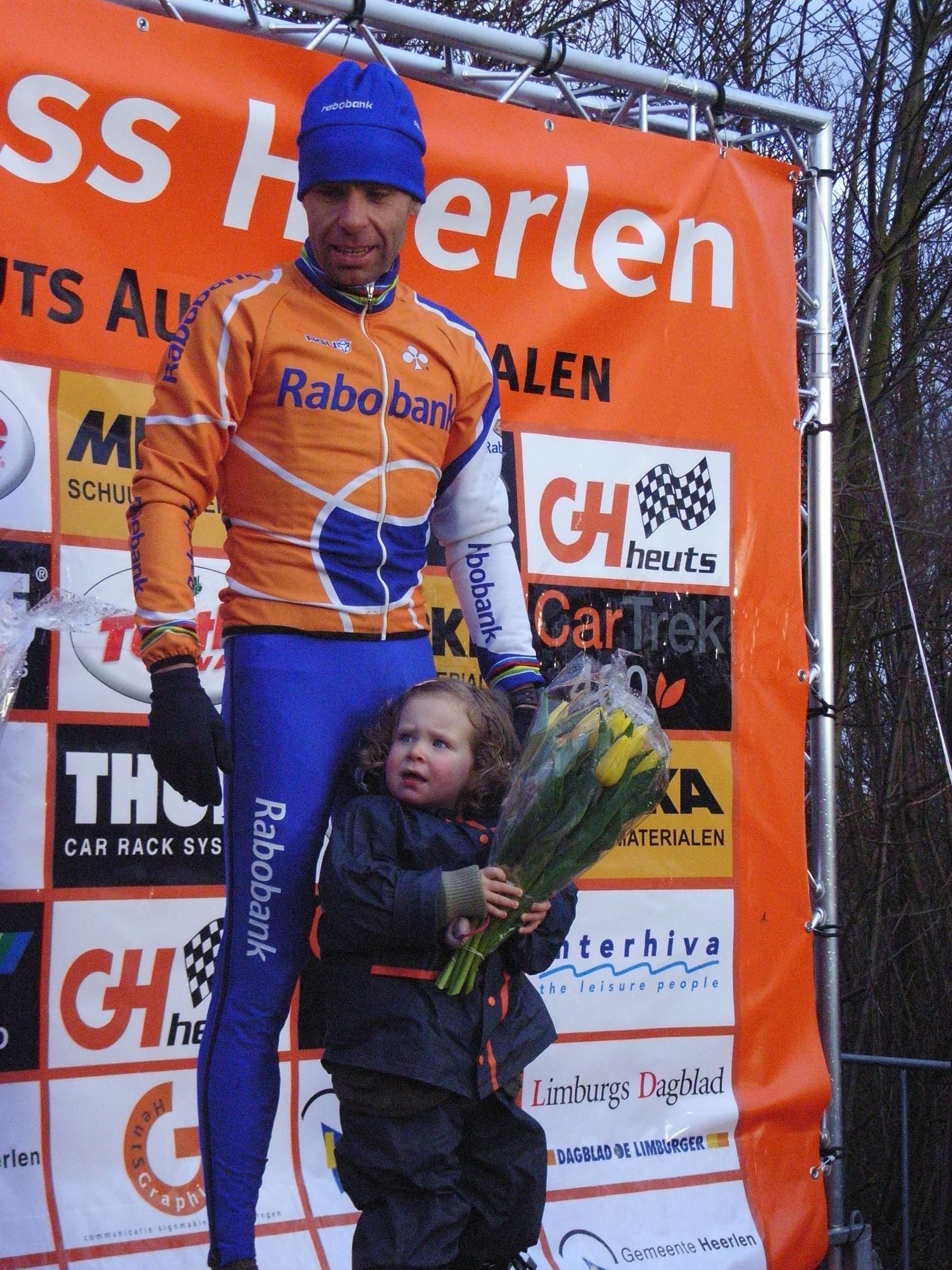
Richard Groenendaal

Richard Marinus Anthonius Groenendaal (* 13. Juli 1971 in Den Bosch) ist ein ehemaliger niederländischer Radrennfahrer.
Groenendaal war Cyclocross-Fahrer und fuhr von 1994 bis 2009 in drei verschiedenen Teams. Er war zudem im Kader der Nachwuchsmannschaft Rabobank Continental.
Groenendaal begann seine Karriere im Alter von 14 Jahren bei der Wielervereniging Schijndel. Er fuhr dort von der Altersklasse der Neulinge bis zu den Junioren. Dort wurde er fast jedes Jahr nationaler Cross-Meister seiner Altersklasse, 1989 wurde er Junioren-Cross-Weltmeister. Seinen größten Erfolg erlebte er 2000, als er in seinem Wohnort Sint-Michielsgestel Cross-Weltmeister wurde. Der achtmalige niederländische Elite-Cross-Meister fuhr in seiner Karriere unter anderem viele Siege im Cross-Weltcup, bei der Superprestige Serie und bei der GvA Trofee ein.

## Erfolge
| - 1994 - Niederländischer Cross-Meister - 1996 - Niederländischer Cross-Meister - 1998 - Niederländischer Cross-Meister - Cross-Weltcup - Superprestige - 1999 - Azencross | - 2000 - Niederländischer Cross-Meister - Cross-Weltmeister - 2001 - Niederländischer Cross-Meister - Cross-Weltcup - Superprestige - 2003 - Niederländischer Cross-Meister | - 2004 - Niederländischer Cross-Meister - Cross-Weltcup #6 in Pijnacker - Cross-Weltcup - Jaarmarktcross Niel - Internationale Sluitingsprijs - 2005 - Niederländischer Cross-Meister - Superprestige #5 in Gieten |